# Rufus Ejele
Rufus Ejele – nigeryjski piłkarz grający na pozycji bramkarza. W swojej karierze grał w reprezentacji Nigerii.

## Kariera klubowa
W swojej karierze piłkarskiej Ejele grał w klubie Bendel Insurance FC.

## Kariera reprezentacyjna
W 1978 roku Ejele został powołany do reprezentacji Nigerii na Puchar Narodów Afryki 1978. Wystąpił w nim w dwóch meczach: w półfinałowym z Ugandą (1:2) i o 3. miejsce z Tunezją (2:0). Z Nigerią zajął 3. miejsce w tym turnieju.